# Stormen och vreden
Stormen och vreden är en roman av den amerikanske författaren William Faulkner, publicerad 1929. Originalets titel är The Sound and the Fury, och den översattes till svenska 1964.

## Innehåll och form
Romanens titel anspelar på en monolog i William Shakespeares pjäs Macbeth:
| ”                        | [Livet är] en saga blott, berättad av en dåre, full av storm och vrede, och utan varje mening. | „ |
| – Macbeth, akt V, scen V |                                                                                                |   |

Liksom de flesta av Faulkners romaner utspelas Stormen och vreden i det av författaren påhittade Yoknapatawpha County. Det är en skildring av familjen Compsons tragedi och upplösning. Romanen består av fyra kapitel, som utspelar sig fyra dagar. Tre ligger nära varandra i tiden, 6–8 april 1928, och en 18 år tidigare, 2 juni 1910, men dessa fyra dagar är inte ordnade i kronologisk ordning. I de tre första kapitlen berättar familjens tre bröder – Benjamin, Quentin och Jason – i var sin mardrömslik inre monolog om sin egen och familjens historia. I det fjärde kapitlet framträder den allvetande författarens röst för att skildra den svarta hushållerskan Dilsey.
De tre brödernas liv är alla tragiska. Benjamin ("Benjy") är romanens dåre, han saknar tidsuppfattning och förmågan att uttrycka sig annat än genom att vråla. Hans medvetande är fullkomligt styrt av associationer och minnen och framför allt av sorgen efter den äldre systern Caddie, som förskjutits från hemmet. Quentin är en inåtvänd figur som begår självmord. Han drivs av skuld- och skamkänslor och en kärlek med incestuösa övertoner till systern. Den tredje brodern, Jason, är en cyniker som terroriserar alla som kommer i hans väg. 
Stormen och vreden karaktäriseras av en långt driven inre monolog, med tvära kast mellan olika händelser. För att underlätta avgränsas minnen och händelser från varandra genom att Faulkner använder kursiv stil varvat med spärrad. 

## Mottagande
Mot slutet av 1900-talet uppmanade franska Le Monde sina läsare att rösta fram seklets 100 mest minnesvärda böcker. I den resulterande listan hamnade Stormen och vreden på plats 34.

## Filmatiseringar
Romanen filmatiserades första gången i slutet av 1950-talet och hade premiär i Sverige 6 april 1959. Filmen bar samma namn som förlagan, men sägs ha varit löst baserad på romanen. I de bärande rollerna syntes bland andra Yul Brynner som Jason, Joanne Woodward som Quentin och Stuart Whitman som Charlie Busch. En nyinspelning av denna klassiker är just avslutad men har ännu inte haft premiär, i regi av James Franco. Han spelar även en av huvudkaraktärerna (Benjamin)(april, 2014).